# Spitak
Spitak (Armeens: Սպիտակ) is een stad in de Armeense provincie (marz) Lori.
De stad is door de aardbeving van 7 december 1988 (met een zwaarte van 6,8 op de schaal van Richter) grotendeels verwoest. Er waren circa 25.000 doden te betreuren. Nadien werd de stad iets verderop herbouwd.
De naam Spitak is Armeens voor 'wit'.

## Jumelage
Spitak is een zusterstad van:
- Limmen, Noord-Holland, sinds 2001[1],[2]